# Carabina Destroyer
La Destroyer es una carabina de cerrojo, que generalmente emplea el cartucho 9 x 23 Largo. Fue empleada en España, por la Policía, la Guardia Civil y guardias de prisión desde mediados de la década de 1930 hasta finales de la década de 1960, reemplazando al fusil Tigre. La empresa Gaztañaga y Compañía de Éibar (Guipúzcoa) fue la encargada de producir las primeras unidades. Después de la Segunda Guerra Mundial, Ayra Duria S.A (otra empresa de la misma localidad) reanuda la fabricación.

## Descripción

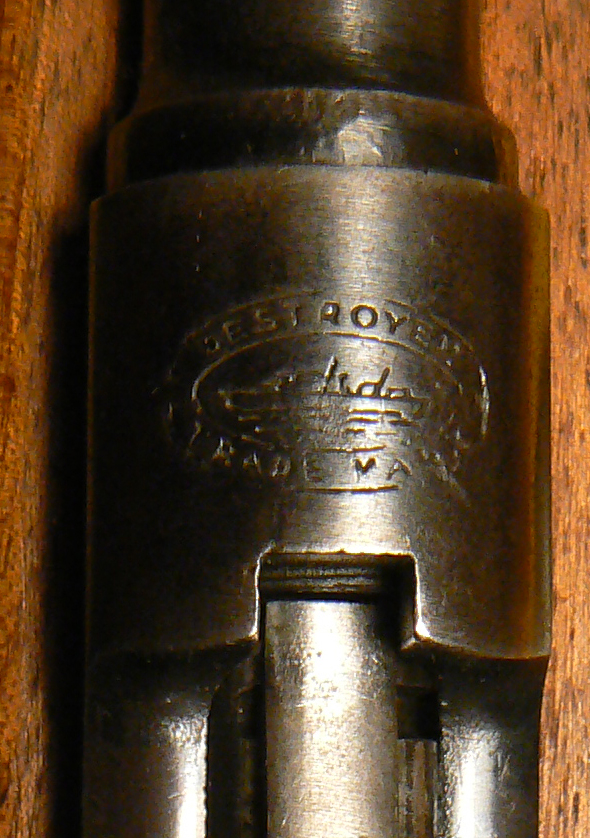
Detalle del marcaje Destroyer sobre la recámara.

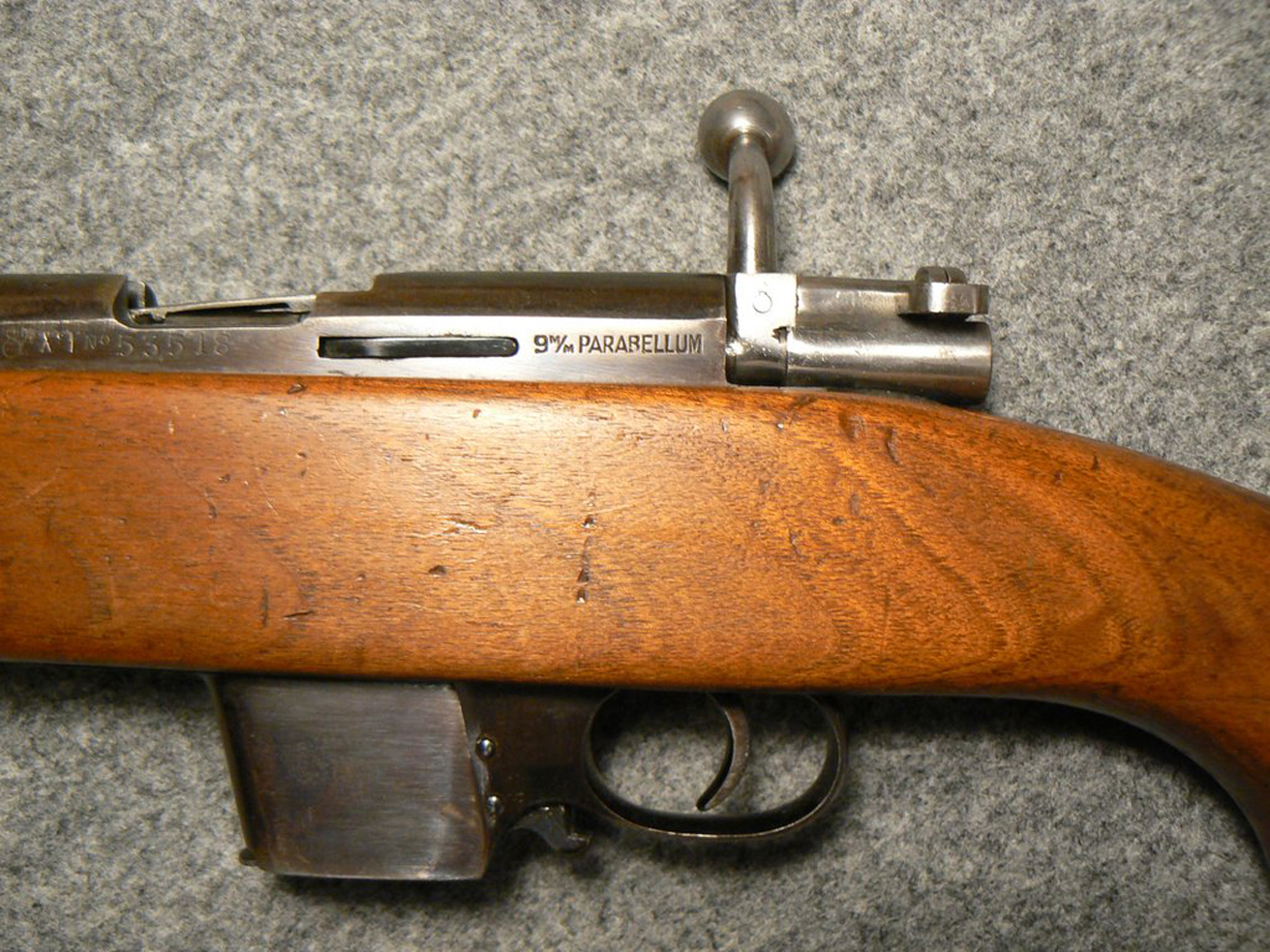
Marcaje que indica el cartucho empleado. En este ejemplar: 9 mm Parabellum.

Es básicamente una versión de tamaño reducido del fusil Mauser Modelo 1893, con un cerrojo que tiene en su parte posterior dos tetones de acerrojado y un seguro tipo Mauser con dos posiciones. La Destroyer empleaba la misma munición que las pistolas estándar de la Policía y era alimentada mediante los mismos cargadores, pero al tener un cañón más largo se obtenía una mayor velocidad y precisión, al igual que un mayor alcance. Continuó la tradición, iniciada en la década de 1890, de armar a las unidades policiales con una carabina de repetición corta, maniobrable y que emplea munición de pistola. 
Aunque ya no es empleada oficialmente, la carabina Destroyer es un arma muy apreciada por los coleccionistas debido a su escaso número, al igual como fusil de tiro debido a su poco retroceso y la munición relativamente barata que emplea.
Constatar que aún hoy (2019) es (entre otras) arma de dotación de la Seguridad Privada en España por parte de los Guardas Particulares del Campo (especialidad Guarda de Caza) y con la que realizan este servicio con arma, así como los ejercicios anuales de tiro reglamentario, bajo la dirección de instructores habilitados y con la supervisión de la Guardia Civil.

## Sobre su munición
Debe notarse que aunque todos los cartuchos de pistola calibre 9 mm con casquillo sin pestaña pueden ser empleados por la carabina Destroyer, es sumamente arriesgado emplear otros cartuchos que no sean el 9 x 23 Largo debido al peligro de la presión excesiva. Algunos modelos experimentales de la Destroyer fueron producidos para otros cartuchos, tales como el .38 ACP y el 9 x 19 Parabellum, siendo aún más escasos y buscados.
También fueron fabricados algunos ejemplares para su exportación, a pedido de otros países, que empleaban cartuchos de pistola como el 7,63 x 25 Mauser y el .45 ACP, llegándose a vender unos pocos ejemplares en España, que están muy cotizados y buscados tanto por coleccionistas como por tiradores deportivos.